# ニュージーランドスズガモ
ニュージーランドスズガモ （学名：Aythya novaeseelandiae）は、カモ目カモ科に分類される鳥類の一種。別名はニュージーランドスコープ、スコープダック。

## 分布
ニュージーランド（ニュージーランド、オークランド諸島、チャサム島）に分布する（固有種）

## 形態
雄は全身が暗色で、頸には緑色の、背面には紫色の光沢がある。腹部には、やや白色が混じる。嘴は青灰色、脚は濃い灰色、虹彩は黄色である。雌は全体に暗褐色で、嘴付近に白い斑がある。

## 生態
内陸の湖沼に生息する。年間を通じて同じ場所で生活することが多く、飛翔力が退化している訳ではないが弱いと考えられている。
繁殖期は10-3月で、湖沼の岸辺の草地や堤防の陰などに営巣する。1腹5-8個の卵を産み、抱卵日数は27-30日である。雌のみが抱卵する。